# Jordan Moore
Jordan Moore (Glasgow, 19 de febrero de 1994) es un exfutbolista británico. Actualmente ocupa el cargo de Coordinador de Promoción de Talentos del Dundee United.

## Biografía
Tras jugar en las categorías inferiores del Dundee United FC desde 2007, subió al primer equipo en 2012. En el mercado invernal de la misma temporada, en febrero de 2012, salió en calidad de cedido para el Airdrieonians FC. El día de su debut marcó de penalti contra el Hamilton Academical FC. Jugó un total de nueve veces para el equipo, marcando un único gol más, contra el Cowdenbeath FC. En julio de 2013, Moore volvió a salir en calidad de cedido, esta vez al Dunfermline AFC. Hizo su debut en un partido de la Copa de la Liga de Escocia el 3 de agosto. Tras estar ausente en el equipo durante varios meses, el 10 de abril de 2014 reveló que sufría cáncer de piel. En mayo del mismo año se confirmó que superó la batalla contra el cáncer y volvería a los terrenos de juego.

## Clubes
| Club                      | País    | Año         | Partidos | Goles |
| ------------------------- | ------- | ----------- | -------- | ----- |
| Dundee United FC          | Escocia | 2012 - 2013 | 0        | 0     |
| Airdrieonians FC (cedido) | Escocia | 2013        | 9        | 2     |
| Dunfermline AFC (cedido)  | Escocia | 2013 - 2014 | 20       | 8     |
| Queen's Park FC (cedido)  | Escocia | 2015        | 8        | 3     |
| Dundee United FC          | Escocia | 2015 - 2016 | 0        | 0     |
| Limerick FC               | Irlanda | 2016        | 1        | 0     |
| Kelty Hearts FC           | Escocia | 2016 - 2017 |          |       |